# Piniphila
Piniphila is een geslacht van vlinders uit de familie van de Tortricidae (Bladrollers). Het geslacht werd voor het eerst wetenschappelijk beschreven door Falkovitsh in 1962.

## Soorten
Het genus bevat de volgende soorten:

- Piniphila bifasciana Haworth, 1811